# پولانگو
پولانگو (ترجمه واژه‌به‌واژه: Never tell a lie) یک فیلم مهیج ماجراجویی به زبان تامیل هندی محصول 2012 به کارگردانی گاندی مارکس و با بازی راوی راهول و نیشا لالوانی است.
این فیلم اولین کارگردانی گاندی مارکس است که پیش از این دو فیلم کوتاه و یک فیلم مستند را کارگردانی کرده بود. اگرچه این فیلم یک تریلر ماجراجویی است، اما کارگردان تصمیم گرفت آهنگ‌هایی را برای جنبه تجاری در فیلم قرار دهد. نیشا لالوانی هنرپیشه هندی که پیش از این در فیلم کالیوگ (۲۰۰۵) بازی کرده بود، به عنوان بازیگر نقش اول در این تریلر قهرمان محور انتخاب شد و همزمان با گروه موسیقی سابکی باجگی (۲۰۱۵) روی این فیلم کار کرد. راوی راهول بازیگر نقش اصلی پس از دو دهه غیبت در این فیلم ظاهر شد. فیلم در جنگل‌های عمیق چالاکودی، کودایکانال و تالاکونا فیلمبرداری شده‌است.

## بازیگران
- راوی راهول در نقش راهول
- نیشا لالوانی در نقش جانسی
- ویشوا
- Vetri
- یاترا
- نارایانان